# شهرستان (خنج)
شهرستان، روستایی است از توابع بخش مرکزی شهرستان خنج در استان فارس ایران.

## موقعیت
براساس اطلاعات موجود در ۲۹ درجه و ۵۲ دقیقه طول شرقی و ۲۶ درجه و ۵۶ دقیقه عرض شمالی از نصف النهار مبدأ واقع شده‌است. 

## جمعیت
این روستا در دهستان سیف‌آباد قرار داشته و بر اساس سرشماری سال ۱۳۸۵ جمعیت آن ۱۱۰نفر (۲۱ خانوار) بوده‌است.

## پیشهٔ مردم دهستان شهرستان
پیشهٔ عمده مردم این دهستان کشاورزی و دامداری است. تعداد چند حلقه چاه در دهستان وجود دارد که از آب‌های آنها برای امور کشاورزی استفاده می‌شود.